# 北杵築村
北杵築村（きたきつきむら）は、大分県速見郡にあった村。現在の杵築市の一部にあたる。

## 地理
国東半島の頸部、八坂川の流域に位置していた

## 歴史
- 1889年（明治22年）4月1日、町村制の施行により、速見郡溝井村、鴨川村、岩谷村、船部村、大片平村が合併して村制施行し、北杵築村が発足[1][2]。旧村名を継承した溝井、鴨川、岩谷、船部、大片平の5大字を編成[2]。
- 1955年（昭和30年）4月1日、速見郡杵築町・八坂村、東国東郡奈狩江村と合併し、市制施行し杵築市を新設して廃止された[1][2]。

### 地名の由来
杵築町の北方に当たることから。

## 行政区
- 大字溝井 - 東溝井・西溝井・二の坂[2]
- 大字鴨川 -  大字が行政区[2]
- 大字岩谷 - 大字が行政区[2]
- 大字船部 - 船部・中津屋[2]
- 大字大片平 - 大字が行政区[2]

## 産業
- 農業、七島藺[2]